# جام در جام اروپا ۶۱–۱۹۶۰
جام در جام اروپا ۶۱–۱۹۶۰، نخستین دوره از مسابقات فوتبال جام برندگان جام اروپا بود. دو تیم فیورنتینای ایتالیا و رنجرز اسکاتلند در فینال این دوره از مسابقات با یکدیگر روبه‌رو شدند. در بازی نهایی فیورنتینا در مجموع دو بازی با نتیجهٔ ۴ بر ۱ پیروز شد و برای نخستین بار فاتح جام برندگان جام اروپا شد.
این دوره از مسابقات توسط کمیته جام میتروپا سازماندهی شد و در سال ۱۹۶۳ پس از لابی فدراسیون فوتبال ایتالیا، توسط یوفا به رسمیت شناخته شد.
این نخستین فصلی بود که این مسابقات برای برندگان جام داخلی (حذفی) کشورهای اروپایی برگزار شد و تنها زمانی بود که برنده نهایی پس از دو بازی رفت و برگشت انتخاب شد. تا حدودی بخاطر تمایل کم برای مسابقات جدید در بین هواداران فوتبال، و همچنین به دلیل غیررسمی بودن این دوره مسابقات، تنها نمایندگان ده کشور در این مسابقات حاضر شدند.
همان‌طور که برای اولین دوره جام باشگاه‌های اروپا اتفاق افتاد، معیار راهیابی به مسابقات توسط فدراسیون‌ها قابل تغییر بود. فیورنتینا به عنوان نائب قهرمان سری آ و کوپا ایتالیا وارد مسابقات شد. چکسلواکی قهرمان یک جام غیررسمی داخلی را روانه مسابقات کرد و مجارستان و آلمان شرقی نائب قهرمان لیگ را عازم مسابقات کردند.

## دور مقدماتی
| تیم ۱     | نتیجه‌نهایی | تیم ۲          | بازی رفت | بازی برگشت |
| --------- | ---------- | -------------- | -------- | ---------- |
| رنجرز     | ۵–۴        | فرنتس‌واروش     | ۴–۲      | ۱–۲        |
| فرانکفورت | ۲–۳        | ستاره سرخ برنو | ۲–۱      | ۰–۲        |

### دور رفت
| رنجرز                                   | ۴–۲           | فرنتس‌واروش                       |
| --------------------------------------- | ------------- | -------------------------------- |
| Davis ۵۲' · Millar ۵۷'، ۸۶' · Brand ۷۳' | گزارش گزارش ۲ | پال اوروس ۱۷' · Friedmanszky ۷۹' |

| فرانکفورت              | ۲–۱           | ستاره سرخ برنو |
| ---------------------- | ------------- | -------------- |
| Kohle ۴۲' · نولدنر ۴۸' | گزارش گزارش ۲ | Bubník ۷۷'     |

### دور برگشت
| فرنتس‌واروش                       | ۲–۱           | رنجرز      |
| -------------------------------- | ------------- | ---------- |
| پال اوروس ۱۸' · Friedmanszky ۴۸' | گزارش گزارش ۲ | Wilson ۶۱' |

رنجرز در مجموع ۵–۴ برنده شد.
| ستاره سرخ برنو           | ۲–۰           | فرانکفورت |
| ------------------------ | ------------- | --------- |
| Bubník ۳۱' · Koláček ۴۳' | گزارش گزارش ۲ |           |

ستاره سرخ برنو در مجموع ۳–۲ برنده شد.

## یک‌چهارم نهایی
| تیم ۱               | نتیجه‌نهایی | تیم ۲        | بازی رفت | بازی برگشت |
| ------------------- | ---------- | ------------ | -------- | ---------- |
| بروسیا مونشن‌گلادباخ | ۰–۱۱       | رنجرز        | ۰–۳      | ۰–۸        |
| آستریا وین          | ۲–۵        | ولورهمپتون   | ۲–۰      | ۰–۵        |
| لوتسرن              | ۲–۹        | فیورنتینا    | ۰–۳      | ۲–۶        |
| ستاره سرخ برنو      | ۰–۲        | دینامو زاگرب | ۰–۰      | ۰–۲        |

### دور رفت
| بروسیا مونشن‌گلادباخ | ۰–۳           | رنجرز                                 |
| ------------------- | ------------- | ------------------------------------- |
|                     | گزارش گزارش ۲ | Millar ۲۳' · Scott ۲۵' · McMillan ۵۸' |

| آستریا وین                | ۲–۰           | ولورهمپتون |
| ------------------------- | ------------- | ---------- |
| Riegler ۷۱' · Huschek ۸۶' | گزارش گزارش ۲ |            |

| لوتسرن | ۰–۳           | فیورنتینا                 |
| ------ | ------------- | ------------------------- |
|        | گزارش گزارش ۲ | پتریس ۳' · همرین ۳۵'، ۸۱' |

| ستاره سرخ برنو | ۰–۰           | دینامو زاگرب |
| -------------- | ------------- | ------------ |
|                | گزارش گزارش ۲ |              |

### دور برگشت
| رنجرز                                                                              | ۸–۰           | بروسیا مونشن‌گلادباخ |
| ---------------------------------------------------------------------------------- | ------------- | ------------------- |
| بکستر ۲' · Brand ۱۷'، ۴۴'، ۵۱' · Pfeiffer ۳۱' (گ.خ.) · Millar ۴۵'، ۵۳' · Davis ۶۵' | گزارش گزارش ۲ |                     |

رنجرز در مجموع ۱۱–۰ برنده شد.
| ولورهمپتون                                     | ۵–۰           | آستریا وین |
| ---------------------------------------------- | ------------- | ---------- |
| Kirkham ۱'، ۲۶' · Mason ۳۵' · برودبنت ۷۰'، ۷۲' | گزارش گزارش ۲ |            |

ولورهمپتون در مجموع ۵–۲ برنده شد.
| فیورنتینا                                                 | ۶–۲           | لوتسرن              |
| --------------------------------------------------------- | ------------- | ------------------- |
| Antoninho ۲۸'، ۵۲'، ۷۵' · همرین ۳۳' (پ.)، ۴۶' · Milan ۳۸' | گزارش گزارش ۲ | Frey ۴۳' · Hahn ۵۵' |

فیورنتینا در مجموع ۹–۲ برنده شد.
| دینامو زاگرب                 | ۲–۰           | ستاره سرخ برنو |
| ---------------------------- | ------------- | -------------- |
| ژلکو ماتوش ۱۰' · یرکوویچ ۱۵' | گزارش گزارش ۲ |                |

دینامو زاگرب در مجموع ۲–۰ برنده شد.

## نیمه نهایی
| تیم ۱     | نتیجه‌نهایی | تیم ۲        | بازی رفت | بازی برگشت |
| --------- | ---------- | ------------ | -------- | ---------- |
| رنجرز     | ۳–۱        | ولورهمپتون   | ۲–۰      | ۱–۱        |
| فیورنتینا | ۴–۲        | دینامو زاگرب | ۳–۰      | ۱–۲        |

### دور رفت
| رنجرز                 | ۲–۰           | ولورهمپتون |
| --------------------- | ------------- | ---------- |
| Scott ۳۳' · Brand ۸۴' | گزارش گزارش ۲ |            |

| فیورنتینا                                | ۳–۰           | دینامو زاگرب |
| ---------------------------------------- | ------------- | ------------ |
| Antoninho ۴۰' · دا کوستا ۶۹' · پتریس ۸۰' | گزارش گزارش ۲ |              |

### دور برگشت
| ولورهمپتون  | ۱–۱           | رنجرز     |
| ----------- | ------------- | --------- |
| برودبنت ۶۵' | گزارش گزارش ۲ | Scott ۴۵' |

رنجرز در مجموع ۳–۱ برنده شد.
| دینامو زاگرب                    | ۲–۱           | فیورنتینا |
| ------------------------------- | ------------- | --------- |
| ژلکو ماتوش ۱۵' · Haraminčić ۱۸' | گزارش گزارش ۲ | پتریس ۵۰' |

فیورنتینا در مجموع ۴–۲ برنده شد.

## فینال

### دور رفت
| رنجرز | ۰–۲           | فیورنتینا      |
| ----- | ------------- | -------------- |
|       | گزارش گزارش ۲ | Milan ۱۲'، ۸۸' |

### دور برگشت
| فیورنتینا             | ۲–۱           | رنجرز     |
| --------------------- | ------------- | --------- |
| Milan ۱۳' · همرین ۸۶' | گزارش گزارش ۲ | Scott ۶۰' |

فیورنتینا در مجموع ۴–۱ برنده شد.